# Coenonympha benjamini
Coenonympha benjamini är en fjärilsart som beskrevs av Mcdunnough 1928. Coenonympha benjamini ingår i släktet Coenonympha och familjen praktfjärilar. Inga underarter finns listade i Catalogue of Life.